# Technik sceny
Technik sceny – osoba odpowiedzialna za przygotowanie techniczne sprzętu muzycznego wykorzystywanego podczas koncertów (wzmacniacz gitarowy, perkusja, gitara elektryczna), tj. przywiezienie, ustawienie, nastrojenie oraz obsługa podczas wykonania.
Powody ekonomiczne powodują, że muzycy bywają technikami w bardziej popularnych zespołach, ale zdarzają się także sytuacje odwrotne, np. Lemmy Kilmister – technik Jimiego Hendriksa, oraz Billy Howerdel, który był technikiem obsługującym trasy koncertowe m.in. takich grup jak: Nine Inch Nails, Tool, Smashing Pumpkins, Guns N’ Roses, Faith No More, David Bowie.